# Ekho Lake
Der Ekho Lake (englisch; russisch Озеро Эхо Osero Echo, deutsch ‚Echosee‘) ist ein See an der Ingrid-Christensen-Küste des ostantarktischen Prinzessin-Elisabeth-Lands. In den Vestfoldbergen liegt er westlich des Narcissus Lake und 2 km nördlich des Club Lake im Norden der Breidnes-Halbinsel.
Luftaufnahmen entstanden bei der US-amerikanischen Operation Highjump (1946–1947), bei einer sowjetischen Antarktisexpedition im Jahr 1956 sowie bei den Australian National Antarctic Research Expeditions in den Jahren 1957 und 1958. Russische Wissenschaftler benannten ihn. Das Antarctic Names Committee of Australia übertrug diese Benennung 1973 in einer Teilübersetzung ins Englische.